# Waylander
A Waylander északír metalegyüttes. 1993-ban alakultak meg Armagh-ban. Főleg folk-metalt játszanak, de a celtic metal és a black metal elemei is szerepelnek zenéjükben.

## Története
Demólemezüket 1995-ben dobták piacra, mely rögtön meghatározta hangzásvilágukat. A lemezen a hagyományos ír népzene és az extrém metal műfaj párosult. 1996-ban újabb demót jelentettek meg. Nem sokkal ezután feliratkoztak a Century Media Recordshoz, és első nagylemezük az ő kiadásában jelent meg 1998-ban. Ezután tagcserék következtek be a Waylander háza táján, majd 2001-ben második stúdióalbumukat is megjelentették. Ezután megint tagcserék következtek a zenekarban, a tagok közti ellentétek miatt, ennek ellenére felléptek számtalan neves fesztiválon, olyan zenekarokkal, mint az Ancient Rites, Cathedral, Sabbat, Skyforger. Harmadik nagylemezük 2008-ban jelent meg, ezt már a Listenable Records kiadó dobta piacra. 2012-ben újabb stúdióalbumot megjelentettek. 2009-ben Gareth Murdock gitárosh kiszállt a zenekarból, hogy az Alestorm basszusgitárosa legyen. 2019-ben új nagylemezt adtak ki.

## Tagok
- Ciaran O'Hagan - ének
- Saul McMichael - gitár
- Michael Proctor - basszusgitár
- Lee McCartney - dobok
- Dave Briggs - ír buzuki, mandolin, bodhrán
- Tor Dennison - gitár

## Korábbi tagok
- Jason Bariskill - basszusgitár
- Máirtín Mac Cormaic - bodhrán
- Redser O'Hagan - gitár
- Owen Bowden - gitár
- Nick Shannon - dobok
- Kevin Canavan - gitár
- Fearghal Duffy- gitár
- Gareth Murdock - gitár
- Hugh O'Neill - gitár
- Peter Boylan - gitár
- Den Ferren - dobok

## Diszkográfia
- Once Upon an Era (demó, 1994)
- Dawn of a New Age (demó, 1996)
- Reawakening Pride Once Lost (album, 1998)
- The Light, the Dark and the Endless Knot (album, 2001)
- Honour Amongst Chaos (album, 2008)
- Kindred Spirits (album, 2012)
- Ériú's Wheel (album, 2019)